# サドンアタック2
『サドンアタック2』（英：Sudden Attack 2、韓国語：서든어택2）は、韓国のGameHi社（Nexon GT）が開発した基本プレイ無料の多人数参加型ファーストパーソン・シューティングオンラインゲーム。『サドンアタック』の続編である本作は2016年にリリースされたが、ゲーム開発元との契約終了により、リリースからわずか86日後に終了した。日本でもサービス開始が予定されていたが、韓国での開発及びサービスが中止となったことにより、日本でもサービス中止が決定した。

## ゲームプレイ
本作は『サドンアタック』の大半のモードやプレイスタイルを踏襲しつつ、キャラクターのカスタマイズ機能が追加され、新たなゲームエンジンによりグラフィックがアップデートされている。

## 開発
本作のデベロッパーは『サドンアタック』のGameHiである。リリース後にデベロッパーはNexonとの本作のパブリッシング契約のキャンセルを決定したことにより、ゲームの開発が停止した。また、ゲームのメイン女性キャラクターの過度の性化が不適切で度を超えていると感じたゲーマーから反発された。この反発を受けて、スタジオはキャラクターの容姿について謝罪し、それらをゲームから完全に削除した。